# Mélanie Feytie-Bravais
Mélanie Feytie-Bravais, née Mélanie Feytie le 20 août 1979 à Périgueux, est une escrimeuse française pratiquant l'épée. Vice-championne du monde junior par équipe en 1998, elle est actuellement active sur le circuit national et international vétéran.

## Biographie
Mélanie Feytie-Bravais naît en 1979 à Périgueux. Elle commence l'escrime à l'âge de 10 ans au club d'escrime de Thonon-les-Bains, puis rejoint dans le cadre de ses études de club d'escrime de Grenoble, puis le club du Levallois Sporting Club pendant ses études au CELSA.
Après des bons résultats en junior nationale, elle participe avec l'équipe de France à de nombreuses compétitions internationales. En 1997, elle se classe huitième des championnats du monde junior à Ténérife échouant en quart de finale contre la future gagnante Rhena Wolf. Elle participe aux championnats du monde junior d'escrime en 1998 à Valencia (Venezuela) où elle finit vice-championne par équipe, et vingtième à l'épée individuelle terminant ainsi deuxième française,.
Elle passe sénior où elle tourne régulièrement en coupe du monde. À l'issue de la saison 2002-2003, elle se classe 113e mondiale bien qu'étudiante au CELSA,. Mélanie Feytie-Bravais termine 9e du tournoi international de Monaco en 2005 et 2007. Elle arrête sa carrière d'escrime prématurément en 2006, saison où elle se classa 201e mondiale. Par la suite, elle effectue moins de compétitions et évolue à un niveau national.
Elle rejoint Le Chesnay Escrime 78 où elle évolue régulièrement en N1 par équipe. En 2015, elle finit 3e par équipe des championnats de France d'escrime,, au côté de Tiffany Géroudet notamment, le meilleur résultat de l'histoire du club.
Elle rejoint le club des Fines Lames de Dieppe en 2019. En 2019 à Fareins, elle remporte une manche de la coupe de France vétéran. En 2023, Mélanie Feytie-Bravais termine 6ème des championnats du monde vétéran en perdant d'une touche en quart de finale.
En 2022, 2023 et 2024, elle finit championne de France vétéran par équipe avec son club. Dans le même temps en sénior, alors âgé de 45 ans, elle termine 2e du championnat de France N2 par équipe. En 2025, elle finit vice-championne de France vétéran par équipe, et 6ème du championnat de France N1 par équipe (en sénior).

## Palmarès notable

### Vétérans
- : Vice-championne de France à l'épée par équipe en 2025.
- : 3 fois championne de France à l'épée par équipe  : 2022, 2023 et 2024.
- 6ème au championnats d'Europe à l'épée individuelle en 2023 à Thionville.
- : Gagnante à l'épée individuelle de la manche du circuit national de Lyon (Fareins) en 2023.

### Séniors
Championnats de France :
- 6ème à l'épée par équipe en 2025 à Colmar.
- : 3ème à l'épée par équipe en 2015 à Epinal.
- : 3ème à l'épée par équipe en 2002 à Vannes.
- : 3ème à l'épée par équipe en 2001 à Amiens.

Grand prix :
- 9ème à l'épée individuelle du tournoi international de Monaco en 2007.
- 9ème à l'épée individuelle du tournoi international de Monaco en 2005.
- 8ème à l'épée individuelle du Trophäe Trinacria en 1998 à Palerme.

### Juniors
- : Vice-championne du monde à l'épée par équipe en 1998 à Valencia.

- 8ème à l'épée individuelle au championnats du monde en 1997 à Ténérife.
- : 3ème au fleuret à l'individuelle du Wappen von Mödling en 1997.
- 7ème à l'épée individuelle de la coupe du monde en 1996 à Varsovie.